# Centro de Información de la Red de Internet de China
El Centro de Información de la Red de Internet de China, o CNNIC, es la agencia administrativa responsable de los asuntos del registro de dominios .cn bajo la Administración del Ciberespacio de China.
Tiene su sede en el distrito de alta tecnología de Zhongguancun, en Pekín. Se fundó el 3 de junio de 1997 como un departamento gubernamental bajo el disfraz de una organización sin ánimo de lucro.

## Áreas de responsabilidad

### Servicio de registro de nombres de dominio
El CNNIC es responsable de operar y administrar el registro de nombres de dominio de China. El CNNIC gestiona tanto el dominio de primer nivel de código de país ".cn" como el sistema de nombres de dominio chinos (nombres de dominio internacionalizados que contienen caracteres chinos). En junio de 2015, el número total de nombres de dominio chinos era de 22.310.000.
Desde enero de 2009, la CNNIC sólo abre el dominio CN a las empresas registradas, exige documentación acreditativa para el registro del dominio, como la licencia comercial o el documento de identidad personal, y suspende a los registradores extranjeros incluso para los registrantes nacionales. El CNNIC niega que obligue a transferir los nombres de dominio personales existentes a las empresas. Trend Micro sugiere que esta medida aún no es suficiente para detener las modernas amenazas a la seguridad del dominio .cn.

### Servicio de asignación de direcciones IP y números de sistemas autónomos (AS)
El CNNIC asigna direcciones de Protocolo de Internet (IP) y números AS a los ISP y usuarios nacionales. CNNIC es un Registro Nacional de Internet (NIR) reconocido por el Centro de Información de Redes de Asia-Pacífico (APNIC). A finales de 2004, el CNNIC puso en marcha una "Alianza para la Asignación de IP" que simplificó los procedimientos de obtención de direcciones IP.

### Servicio de base de datos de catálogos
El CNNIC es responsable de la creación y el mantenimiento de la base de datos del catálogo de redes de primer nivel del Estado. Esta base de datos proporciona información sobre usuarios de Internet, direcciones web, nombres de dominio y números AS.

### Investigación técnica sobre el direccionamiento de Internet
El CNNIC realiza investigaciones técnicas y emprende proyectos técnicos estatales basados en su experiencia administrativa y práctica en tecnología de redes.

### Encuesta y estadísticas sobre Internet
El CNNIC ha realizado, y sigue realizando, encuestas sobre los recursos de información de Internet. El CNNIC mantiene estadísticas sobre temas como el ancho de banda de Internet en China, los registros de nombres de dominio y el desarrollo de Internet en China.

### Enlace internacional e investigación política
Como Centro de Información de Red (NIC) nacional, el CNNIC mantiene relaciones de cooperación con otras comunidades internacionales de Internet y trabaja estrechamente con los NIC de otros países.

### Secretaría del Comité de Política y Recursos de Internet, Sociedad de Internet de China (ISC)
El CNNIC actúa como Secretaría del Comité de Políticas y Recursos de Internet de la Sociedad de Internet de China. El Comité de Política y Recursos se encarga de tareas como proporcionar sugerencias orientadas a la política y la legislación para promover el crecimiento de Internet en China, facilitar el desarrollo y la aplicación de los recursos de Internet y las tecnologías pertinentes, y participar activamente en el trabajo de investigación de las políticas nacionales de desarrollo y administración de Internet.

### Secretaría de la Alianza Anti-Phishing de China (APAC)
En julio de 2008, una amplia alianza de partes interesadas en el comercio en línea chino, entre las que se encuentran el CNNIC, los principales bancos comerciales chinos y empresas de alojamiento web, fundó la Alianza Anti-Phishing de China (APAC) con el fin de hacer frente a las actividades de phishing que abusan de los subdominios .cn. El CNNIC también funciona como secretaría de la APAC.
En octubre de 2009, la alianza anunció su cooperación con dos nuevos miembros: Netcraft y Maxthon, que ayudan a la alianza a procesar y verificar varios informes de phishing, y a añadir las URL de phishing confirmadas al feed de sitios de phishing de Netcraft y a la lista negra de phishing de Maxthon.